# Sublime (radiozender)
De zender Sublime, voorheen Sublime FM, is een Nederlandse commerciële radiozender, met sinds juli 2025 een bijna volledig non-stop aanbod van funk, soul en jazz. Sublime is te beluisteren via de ether (DAB+), digitale tv en online via de eigen app en website. Sinds oktober 2020 is de zender onderdeel van NRC Media, wat op haar beurt weer onderdeel is van Mediahuis. Sublime kreeg daarna overdag een allrounder karakter door een toename van gepresenteerde programma's waarin aandacht is voor actualiteit. Door het verlies van de FM-frequentie in 2023 en noodzakelijke bezuinigingen zijn diverse gepresenteerde programma's ingekort of zelfs geschrapt. Een boost in eind 2024 leidde niet tot meer luisteraars. Sinds juli 2025 toen de doordeweekse  ochtendshow van Jaap Brienen verdween is er nog alleen presentatie op 4 avonden. Sublime deed dit in hun app af met: "terug naar de basis, de muziek". Sublime was immers oorspronkelijk volledig non-stop. 
Op drie avonden heeft het twee-urige avondprogramma Sublime's Classics presentatie. Wouter van der Goes, Frank van 't Hof en DJ Sven nemen deze uren voor hun rekening. Op de vrijdagavond is er doorgang gebleven voor het twee-urige programma van Candy Dulfer.

## Geschiedenis

### Arrow (2004-2009)
Bij de verdeling van de FM-etherfrequenties in mei 2003 was er één frequentiepakket bestemd voor klassieke muziek. Hierbij was Classic FM de enige bieder voor dit frequentiekavel. Wegens wettelijke beperkingen liet moedermaatschappij Sky Radio Group dit aanbod vallen ten gunste van Radio 103 De Gouwe Ouwe Zender (sinds 2003 Radio Veronica). Zes maanden later probeerde de overheid opnieuw het klassieke frequentiepakket te veilen. Arrow Classic Rock Radio BV kwam hierbij als winnaar uit de bus voor een radiostation met de werktitel Arrow Classic Jazz FM. Op 13 februari 2004 startte Arrows' tweede radiostation met testuitzendingen onder de naam Arrow 90,7 FM. Op 25 maart 2004 was de echte aftrap van het station. Vanaf dat moment zond men non-stop moderne jazz (waaronder blues en soul) uit. Daarnaast zijn sindsdien veel lange nieuwsbulletins te horen, met aandacht voor financieel-economisch nieuws. Op deze manier wordt geprobeerd om hogeropgeleiden te bereiken. Eind april 2004 werd de eerste programmaspecial gestart; DJ Maestro mocht iedere dinsdagavond jazznummers mixen. Later kwamen daar de programma's "Tunes to look at", "The Kindred Spirits Radio Show" en "Embrace" bij.
In juni 2005 werd de naam gewijzigd in Arrow Jazz FM ‘omdat de meeste luisteraars de verschillende etherfrequenties van het station ondertussen wel weten te vinden’.
In maart 2008 werd de middengolf-frequentie 1035 kHz te Echt (L) door het Agentschap Telecom aan Arrow Jazz FM "uitgegeven", zodat het ontvangst-gat in Limburg m.b.t. de FM-frequenties van dit radiostation "gedicht" werd. Vanwege een betalingsachterstand aan het Agentschap Telecom moest Arrow Jazz FM op 11 maart 2009 om middernacht haar uitzendingen via de FM staken.
Op 1 mei werd bekend dat de Arrow-zenders faillissement hadden aangevraagd. Op 7 augustus 2009 werd bekendgemaakt dat er een doorstart van de zender zou komen.

### Sublime (2012-nu)

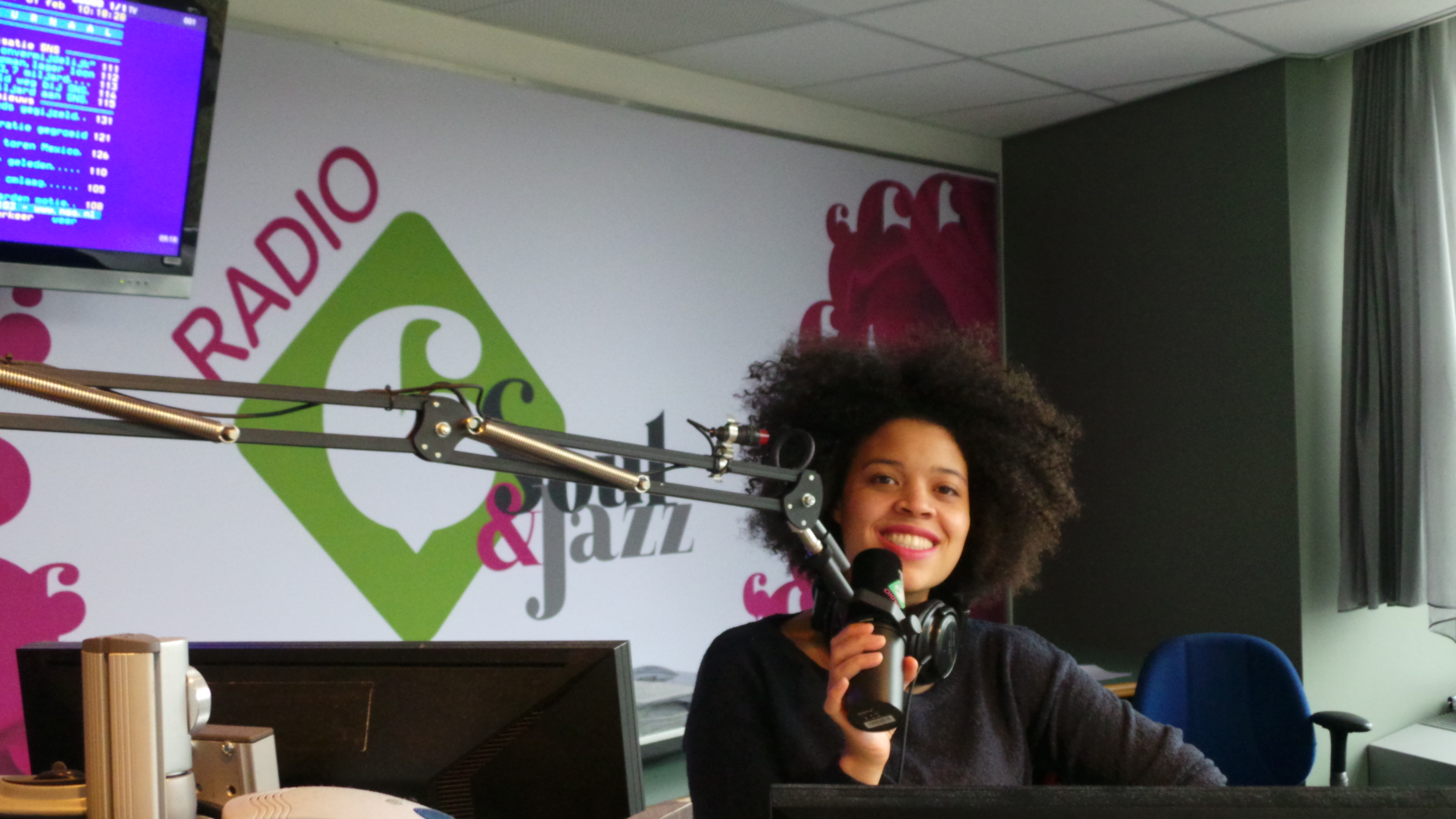
Angelique Houtveen, voorheen playlist samenstelster, presentatrice van het lunchprogramma Power to the People en presentatrice van De Sublime Middagshow (maart 2021 - juni 2025)

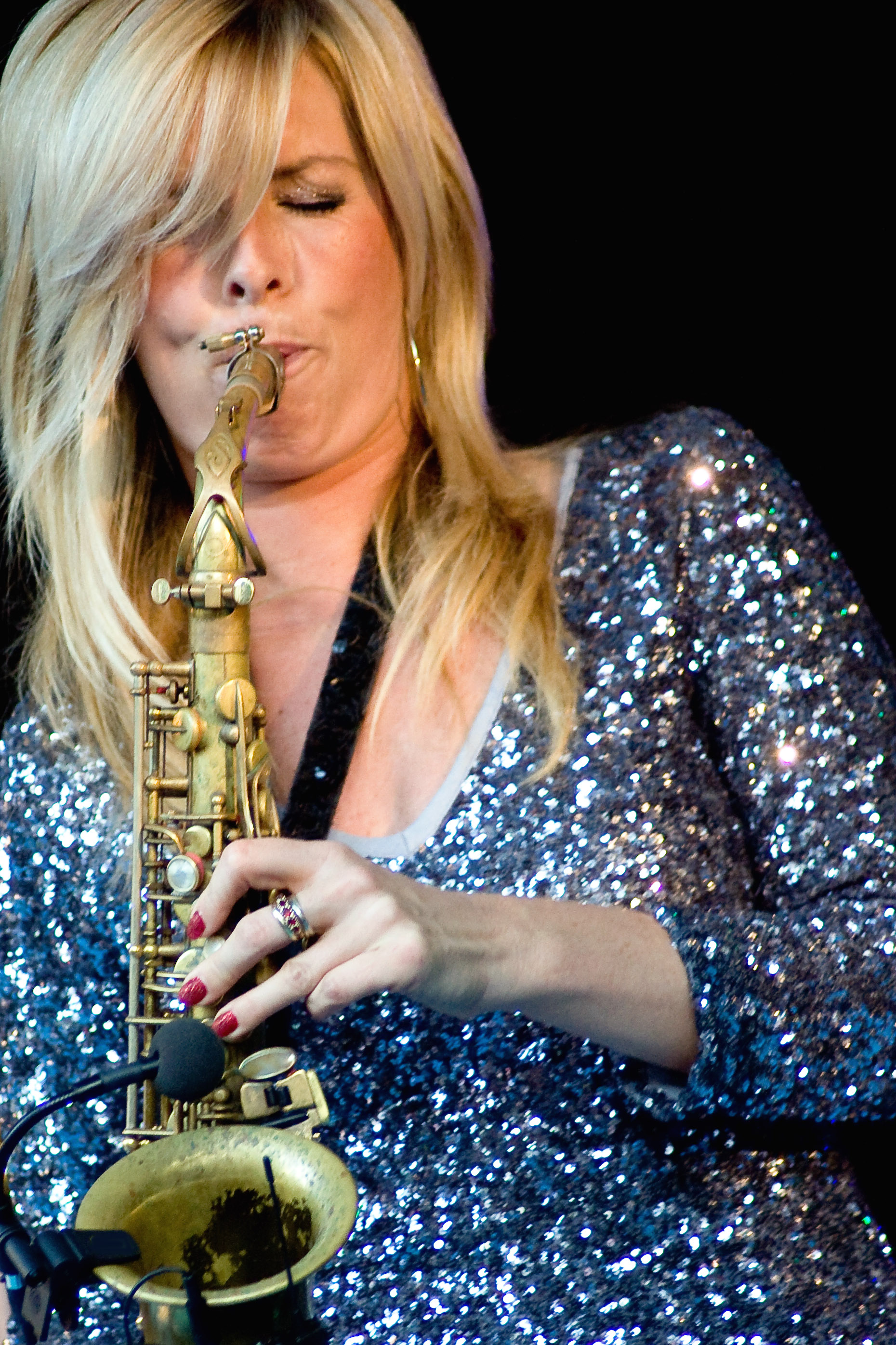
Candy Dulfer, de presentator van Candy's World

Het station ging per 4 november 2012 verder als Sublime FM.
In 2018 nam Sublime (eerder veranderd van 'Sublime FM' in 'Sublime') intrek in de Werkspoorkathedraal in Utrecht. In de zomer van 2018 legde Sublime Sander de Heer vast, die daarmee terugkeerde op de landelijke radio met een ochtendprogramma genaamd Sublime Sunrise. De Heer ging tevens aan de slag als contentmanager en werd eindverantwoordelijk voor de content op zender.
Met de komst van Sander de Heer investeerde Sublime in meer liveprogramma’s en uitgebreidere nieuwsvoorziening. Een groter publiek maakte kennis met de zender. Daarnaast keerde ook Jaap Brienen, tot dan toe muziekprogrammeur van de zender, terug op de landelijke radio met een eigen radioprogramma genaamd Funky Friday.
In het najaar van 2019 gingen Sublime en Sander de Heer na overleg uit elkaar. De ochtendshow Sublime Sunrise werd overgenomen door Francis Broekhuijsen. De functie van De Heer als content manager kwam te vervallen, en Rick Waltmann vulde per direct de functie als stationmanager in. Vanaf dat moment wijzigden er een aantal zaken in de programmering. Sublime startte met het radioprogramma Sublime Smooth, gepresenteerd door Francis Broekhuijsen. Hierdoor verhuisde Brienen naar de vrijdagochtendshow. Op vrijdagavond kwam de Sublime Weekendmix. In de zomer van 2020 besloot Waltmann om Jasper de Vries aan te stellen als musicdirector binnen Sublime. De Vries volgde daarmee Brienen op, die wel programma’s bleef maken voor de zender.
In 2020 werd NRC Media (Mediahuis) de nieuwe eigenaar van Sublime. In het voorjaar van 2021 werden de eerste veranderingen aangekondigd onder de nieuwe eigenaar met Waltmann nog als stationmanager. Zo werd Martijn Soetens aangetrokken als nieuwe musicdirector, ging Brienen doordeweeks een nieuw ochtendprogramma presenteren, De Sublime Ochtendshow en schoof Broekhuijsen door naar de avondprogrammering. Ook kreeg Candy Dulfer een eigen programma op de zondagavond, en werden Leona Philippo en Bastiaan Ragas stationvoices. Vanaf 1 maart 2021 presenteerde Angelique Houtveen De Sublime Middagshow.
In maart 2022 startte John Williams op de vrijdagmiddag met Johnny's Friday. De middagshow had sinds 26 september 2022 na een tijd van vervangers en re-integratieradio van Houtveen een verdeelde presentatie. Houtveen nam de maandag en dinsdag voor haar rekening en One'sy Muller de woensdag en donderdag. Daarmee was het de eerste middagshow op de populaire Nederlandse radiozenders geworden die wordt gepresenteerd en afgewisseld door twee vrouwen. Begin 2023 veranderde de avondprogrammering. De Experience Show van freelancer Francis Broekhuijsen verdween. Sublime koos voor non-stop. Na het reeds on air zijnde Sublime Classics volgt het nieuwe Sublime Evening Bites volgend door het naar 22.00 uur verplaatste Sublime Smooth. Candy's World van Candy Dulfer verhuisde naar de vrijdagavond. Sublime brengt gedurende het nachtprogramma The Nightshift van 24.00 uur tot 6.00 uur non-stop relaxte sound.
Op 14 december 2023 is er na een duur van bijna 33 maanden een eind gekomen aan De Sublime Middagshow. Het verlies van de FM-frequentie en noodzaak tot bezuinigingen leidden hiertoe. Diverse gepresenteerde programma's waren al ingekort. Johnny's Friday van John Williams en De Weekendmix van Turne Edwards zijn ook verdwenen, maar de ochtendsow van Jaap Brienen heeft doorgang. En ook doorgang voor de show van Candy Dulfer in de weekendprogrammering  Sublime kon niet anders dan Angelique Houtveen van de Middagshow nog in dienst houden omdat haar een toekomst bij Sublime was aangeboden toen ze de overstap vanuit haar werkkring bij NPO 3FM maakte. Ze werkte een jaar voornamelijk achter de schermen, was als muziekkenner te gast tijdens de ochtendshow en was mede presentatrice van De Sublime top 1000. Er werd gedacht aan een nieuw programma voor haar in mogelijke betere toekomstige tijden. Een gepresenteerde show brengt extra kosten met zich mee voor onder andere een niet hoorbare medewerker, de producer. 
Sublime had sinds eind 2024 tot juni 2025 via een boost die onder andere bestond uit een toename van 11 uren presentatie totaal 33 gepresenteerde uren per week. In 2022, de tijd dat er nog niet noodzakelijk bezuinigd moest worden en Sublime nog een FM-frequentie had, waren dat er meer dan 50. Voor Houtveen was er weer ruimte en middelen voor een radioshow. Op 18 november 2024 was ze gestart met haar doordeweekse dagelijkse show, Power to the People, die plaats vond tussen twaalf en één 's middags. Een radioprogramma waarin de luisteraar zijn verhalen, muzikale herinneringen en verzoeknummers kon delen. Muziek als verbindende kracht. In mei 2025 kondigde Houtveen aan te gaan stoppen bij Sublime. Op 27 mei nam ze tijdens haar laatste radioshow afscheid. De andere extra gepresenteerde uren waren in de avond: op drie avonden voor het programma Sublime Classics. 
De sinds eind 2024 extra gepresenteerde uren leidden niet tot hogere luistercijfers. Mogelijk veroorzaakt door de experimentele zender NPO Blend en het reclamevrij zijn van de zender NPO Soul & Jazz. Sublime hoopt via "de beste playlist" weer naam te gaan maken. 
Sinds eind juli 2025 toen de Ochtendshow van Jaap Brienen ten einde kwam heeft de zender nog maar 8 (uitsluitend in de avonduren) gepresenteerde uren per week. Zes uur voor het op drie avonden gepresenteerde Sublime Classics en twee uur voor het programma van Candy Dulfer.

## Medewerkers

### Programmadirecteur
- Rick Waltmann (2018–2022)
- Sander de Heer (a.i., 2022–2023)
- Robbert-Jan van de Velde (2024–)[16]

### Zenderstemmen
- Wouter van der Goes (2024–)[17]
- Angelique Houtveen (2024–juni 2025)[17]
- Leona Philippo (2021–2024)
- Bastiaan Ragas (2021–2024)

### Nieuwslezers
- Bart Slim
- Susan de Vries

## Programmering
Sublime heeft het grootste gedeelte van de week een horizontale programmering. In het weekend en op maandag is de programmering geheel non-stop. Per 26 juli 2025 ziet de programmering eruit zoals hieronder beschreven.
Op dinsdag, woensdag en donderdag wordt Sublime's Classics uitgezonden van 19.00 tot 21.00 uur. Dit programma wordt iedere dag door iemand anders gepresenteerd. Op dinsdag hoor je Frank van 't Hof, op woensdag Sven van Veen en op donderdag Wouter van der Goes. Candy Dulfer presenteert op vrijdagavond haar eigen programma, Candy's World, van 19.00 tot 21.00 uur. 

## Lijsten

### De Soul Top 1000
In 2021 introduceerde Sublime De Soul Top 1000, die in april van dat jaar voor het eerst te horen zou zijn. Luisteraars kunnen bij deze lijst stemmen op hun favoriete soulartiesten en -nummers aller tijden.

## Frequenties
Arrow Jazz FM was van 2004 tot 2009 via de ether te ontvangen. In 2011 verkreeg Sublime een etherfrequentie. Vanaf september van dat jaar was Sublime in heel Nederland via de radio te ontvangen. Sinds 1 september 2023 zit Sublime niet meer in het zenderaanbod op FM en is daarom uitsluitend nog digitaal te ontvangen.

## Digitale zenders
Sublime biedt via de app en online een aantal digitale zenders die non-stop muziek uitzenden en mogelijk een bepaald thema hebben:
- Sublime New Jazz
- Sublime R&B 90s & 00s
- Sublime Soul
- Sublime Soul Classics
- Sublime Sunday Chill

## Pay-off
- Join the Groove
- Let's get it on! (–2024)

- Your soulmate (2024–)[22]

## Beeldmerk

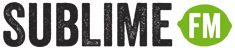
Van 4 november 2012 t/m 22 februari 2018
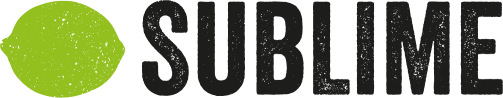
Sinds 22 februari 2018